# Ballokume
Il ballokume è un dolce tipico dell'Albania, legato alla festività Dita e Verës (let. Il giorno della primavera) che si festeggia il 14 marzo.
Nato a Elbasan, questo dolce è ora diffuso in tutto il paese.

## Ricetta

### Ingredienti
- 1kg di zucchero a velo
- 500 gr di burro
- 1kg di farina di mais
- 7 uova
- un bicchiere di farina di grano duro

### Procedimento
Sciogliere il burro e poi lasciarlo raffreddare. Una volta raffreddato il burro aggiungere lo zucchero e poi lavorare il composto per 25 minuti. Successivamente aggiungere un uovo ogni 5 minuti fino a che non si esauriscono le 7 uova, poi aggiungere la farina di mais e la farina di grano duro. Lavorato l’impasto per 30 minuti creare delle palline della stessa grandezza di un pugno.

### Cottura
Formare delle palline con l'impasto della grandezza di un pugno,metterli ben distanziati sulla teglia  imburrata e infarinata (oppure ricoperta di carta forno) e quindi infornati a 170 gradi per circa 30-40 minuti.La teglia viene infornata e successivamente  sfornata, lasciare raffreddare i biscotti in modo che si stacchino facilmente e rimangano integri.